# Дорошенко, Анатолий Григорьевич
Анато́лий Григо́рьевич Дороше́нко (укр. Анатолій Григорович Дорошенко; род. 14 августа 1953, Саврань, Одесская область) — советский и украинский футболист и тренер. Мастер спорта СССР (1974). Автор первого гола одесского «Черноморца» в еврокубковых турнирах.

## Биография
Анатолий Дорошенко родился 14 августа 1953 года в Саврани Одесской области.
Окончил Одесский педагогический институт
Футбольную карьеру начал в юном возрасте, выступая в первенстве области за савранскую «Сельхозтехнику» и на популярных турнирах на призы всесоюзного клуба «Кожаный мяч» в составе сборной школьников Одесской области, которой руководил Матвей Черкасский.
В 1971 году благодаря успешным действиям в традиционном матче-смотре талантливых юношей между сборными Одессы и Одесской области был замечен тренерами «Черноморца» и приглашён в дублирующий состав команды.
11 августа 1973 года дебютировал в основном составе в матче первенства СССР среди команд первой лиги «Черноморец» — «Текстильщик», заменив на 80-й минуте Игоря Иваненко. 29 ноября в товарищеской встрече «Черноморца» со сборной провинции Кассала (Судан) забил свой первый гол за «моряков», а 31 июля 1974 года забил первый гол в официальных матчах одесского клуба — на 25-й минуте поединка чемпионата СССР с кишинёвским «Нистру».
1974 год — самый успешный в игровой карьере Анатолия Дорошенко. По итогам этого сезона он стал бронзовым призёром чемпионата СССР (единственное медальное достижение «Черноморца» в советском футболе) и получил звание «Мастер спорта СССР». И в этом же году отпраздновал рождение дочери Виктории.
17 сентября 1975 года «Черноморец» дебютировал в европейских клубных турнирах, встретившись в Одессе в первом матче 1/32 финала Кубка УЕФА с римским «Лацио». Встреча прошла на встречных курсах с небольшим игровым и территориальным преимуществом одесских футболистов, что на 33-й минуте воплотилось в единственный забитый мяч, автором которого стал Анатолий Дорошенко
В июле 1976 года Дорошенко был призван в ряды Вооружённых Сил СССР, службу в которых прошёл в составе одесского СКА, после чего транзитом через Никополь вернулся в «Черноморец».
Летом 1979 года Дорошенко вместе с другим игроком «Черноморца» Вячеславом Лещуком вызвали в сборную Украины, в составе которой он стал бронзовым призёром Спартакиады народов СССР, играя в одной команде с Олегом Блохиным, Юрием Роменским, Анатолием Коньковым, Анатолием Демьяненко, Леонидом Буряком, Виктором Колотовым, Владимиром Бессоновым и Виталием Старухиным.
Позже Дорошенко был приглашён в киевское «Динамо», однако полузащитник не поверил в собственные силы и от перехода отказался, и в том же году пошёл на понижение — в криворожский «Кривбасс», где, по сути, и завершил активную игровую карьеру.
Уйдя из «Кривбасса», Дорошенко продолжил выступления в коллективах физкультуры и сборную ветеранов СССР, которая совершала многочисленные турне по городам страны и Европы. В то же самое время стал пробовать себя на тренерском поприще, работая с юными футболистами, а в 1988 году отметил рождение сына Александра.
Распад СССР Дорошенко встретил в первенстве Одесской области, где играл и тренировал районные любительские команды. С одной из них — «Маяком» из Маяк — в июле 1998 года он в качестве играющего главного тренера выиграл Кубок Одесской области памяти Николая Трусевича, в финальном матче, состоявшемся на центральном стадионе ЧМП, со счётом 2:1 одолев сильный овидиопольский «Днестр».
В 1999 году яркая игра Дорошенко в составе одесского «Ришелье» на внутренней и международной арене вновь обратила на себя внимание журналистов, которые признали его лучшим футболистом-ветераном региона по итогам календарного года. В том же году он был включён в символическую сборную «Черноморца» всех времён, составленную отделом футбола газеты «Одесса-Спорт», а в 2001 году вошёл в число лучших футболистов Одессы XX века, заняв в масштабном опросе футбольных специалистов десятое место.

## Достижения
- В составе одесского «Черноморца» бронзовый призёр чемпионата СССР 1974 года.
- В составе сборной УССР в 1979 году стал бронзовым призёром Спартакиады народов СССР.
- В составе одесского «Ришелье» неоднократный чемпион Украины среди ветеранов.
- В составе ветеранской сборной Украины чемпион мира среди ветеранов в возрастной категории «45+».